# أحمد محمد الأسود
أحمد بن محمد بن إبراهيم الأسود هو مهندس سعودي وعضو في مجلس الشورى السعودي منذ أن تم تعيينه بأمر ملكي في 3 ربيع الأول، 1438هـ الموافق لـ2 ديسمبر 2016م. درس أحمد الأسود بكالوريوس هندسة مدنية من جامعة الملك سعود وهو عضو في مركز التحكيم الدولي في لندن ومركز التحكيم التجاري لدول مجلس التعاون الخليجي.

## النشأة
وُلد أحمد الأسود في محافظة «ضمد» يتيمَ الأب، إذ توفي والده عندما كان عمره سنة واحدة. تكفله جده أحمد بن حسن عاكش وعاش في كنفه 8 سنوات قبل وفاته. دخل الابتدائية في عمر الخمس سنوات.

## الحياة التعليمية
- عضو مجلس الشورى اعتباراً من 3/3/1438هـ[2]
- رئيس المجلس البلدي بمحافظة ضمد لمدة أربع سنوات:[2] وكان ذلك بعد دمج تعليم البنين والبنات في وزارة واحدة.[3]
- مساعد للمدير العام لتعليم المنطقة للخدمات المساندة
- نائب مدير التعليم في المؤسسة التعليمية في جازان
- مشرف تربوي: أشرف على 200 مشروع مدرسي بلغت قيمتها ملياري ريال[3]
- مدير إدارة المشاريع بتعليم البنات بمنطقة جازان
- مدير إدارة المشاريع والصيانة في إدارة التربية والتعليم بمنطقة جازان
- مساعد المدير العام للخدمات المساندة في إدارة التربية والتعليم بمنطقة جازان

## المؤلفات والبحوث
- كتابة مادة علمية عن الجوانب القانونية للائتمان للتدريس في المعهد المصرفي التابع لمؤسسة النقد[2]
- ترجمة قرار التحكيم في النزاع بين إريتريا واليمن (من الإنجليزية للعربية) وأنظمة وقواعد الائتمان المصرفي في المملكة العربية السعودية[2]
- أنظمة الدفع عن طريق الإنترنت من وجهة نظر قانونية[2]

## وصلات خارجية
- موقع مجلس الشورى السعودي الرسمي.
- معرض صور مجلس الشورى السعودي.